# Iranisch-israelische Beziehungen
Das Verhältnis zwischen Iran und Israel war bis zur Islamischen Revolution 1979 in Iran freundschaftlich. Seitdem erkennt die nunmehrige Islamische Republik Iran Israel nicht mehr als legitimen Staat an und unterstützt islamistische Milizen wie Hisbollah, Hamas und Islamischer Dschihad in ihrem Kampf gegen Israel.

## Biblische Zeiten

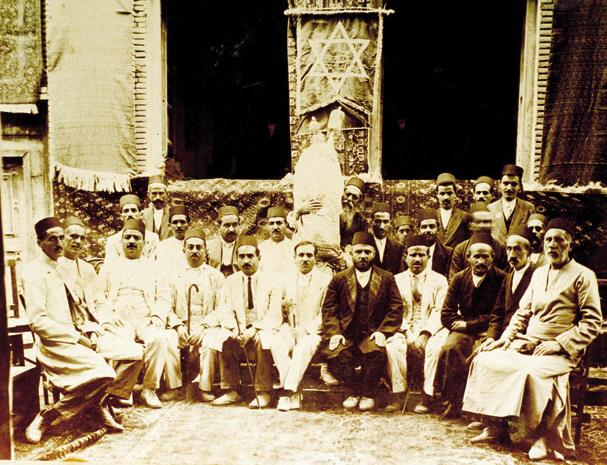
Iranische Juden in der Stadt Hamadan, 1917

Der Beginn der Beziehungen zwischen Israel und Iran, die keine gemeinsame Grenze haben, lässt sich bis auf biblische Zeiten zurückführen. Die Bücher Daniel, Esra, Nehemia, das 1. Buch der Chronik, das 2. Buch der Chronik und das Buch Ester beziehen sich unmittelbar auf das Leben von Juden in Persien. Im Buch Esra wird auf die Entscheidung des persischen Königs Bezug genommen, den Juden die Rückkehr nach Jerusalem und den Wiederaufbau des zerstörten Tempels zu gestatten. Der Tempelbau wird im Buch Esra (6, 14) unmittelbar mit Dekreten von Kyros II., Dareios I. und Artaxerxes I. in Verbindung gebracht. Der Tempelneubau wird auf das späte sechste Jahrhundert v. Chr. datiert, einer Zeit, in der es eine große jüdische Gemeinde in Persien gab.
Seit mehr als 2700 Jahren haben Juden bzw. Israeliten auf dem Territorium des heutigen Iran gelebt. Die erste jüdische Gemeinde in Persien geht auf die Niederlage der Israeliten gegen die Assyrer zurück, die 722 v. Chr. das Nordreich eroberten und dessen Oberschicht unter anderem nach Medien in die Gefangenschaft verschleppten. 586 v. Chr. waren es die Babylonier, die große Teile der Bevölkerung des Reiches Juda ins Babylonische Exil verbannten.

## Beziehungen vor der Iranischen Revolution

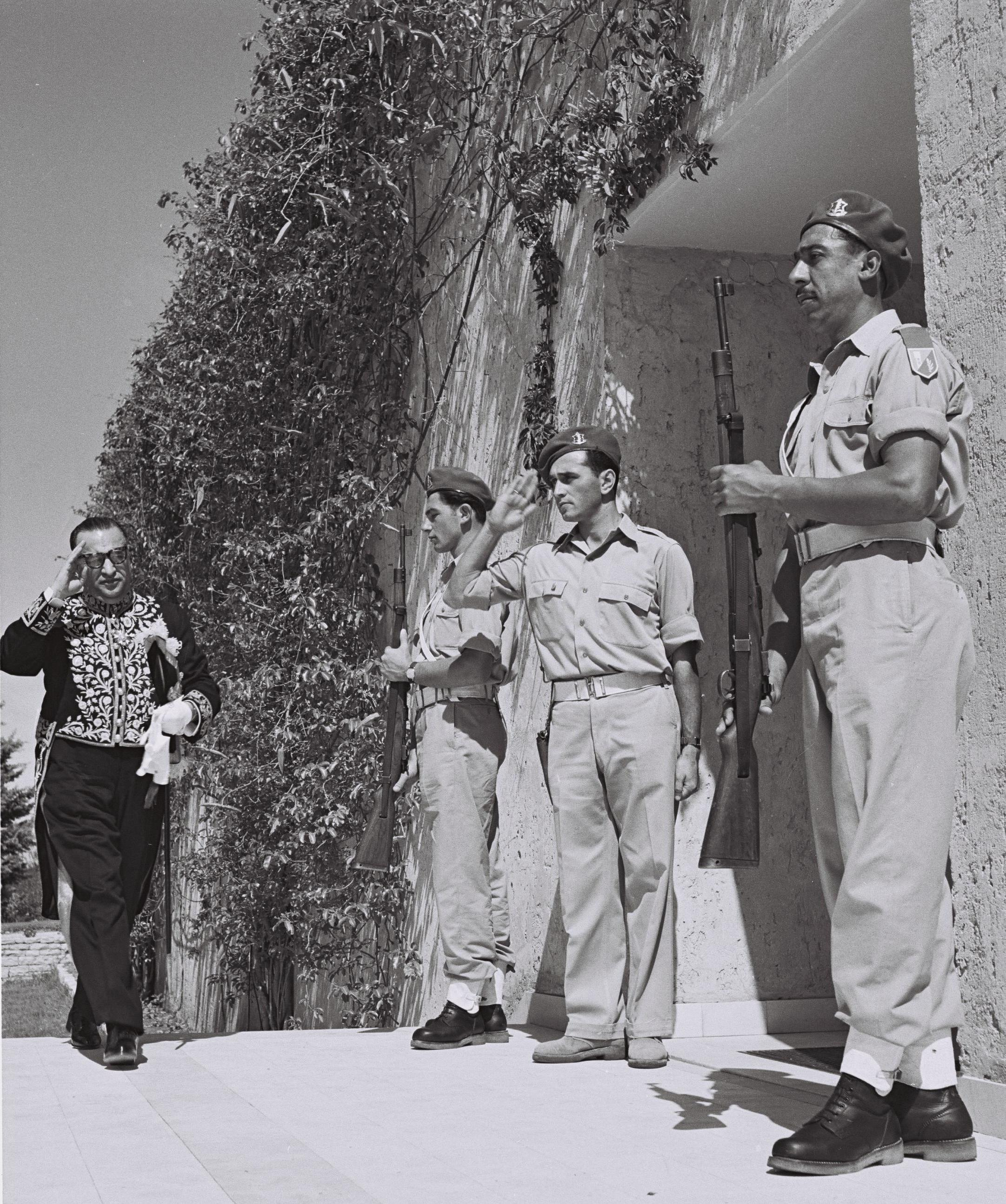
Der iranische Minister Reza Saffinia besucht Präsident Chaim Weizmann in seinem Haus in Rehovot am Unabhängigkeitstag, 1950

Während der Regentschaft des Schahs Mohammad Reza Pahlavi waren die Beziehungen zwischen Iran und Israel gut. Iran zählte zu den ersten Staaten, die das Existenzrecht Israels und seine Unabhängigkeit 1948 anerkannten. Israel betrachtete im Nahostkonflikt Iran als Alliierten gegenüber den arabischen Staaten. Iran war neben Israel auch mit den USA verbündet, was die Situation aus Sicht Israels verbesserte. Die diplomatischen und insbesondere die wirtschaftlichen Beziehungen wurden im Lauf der Jahre stetig ausgebaut. Israel unterhielt eine permanente Delegation in Teheran, welche die Funktionen einer Botschaft ausübte.
Nach dem Sechstagekrieg versorgte Iran Israel mit Öl. Israel baute 1968 die Eilat-Ashkelon Pipeline, durch die iranisches Öl nach Europa gelangte. In Iran arbeiteten zahlreiche israelische Baufirmen und Ingenieure. Auch in Fragen der militärischen Ausrüstung gab es eine Zusammenarbeit zwischen Iran und Israel. Gegen Ende der siebziger Jahre entwickelten das iranische und das israelische Militär unter dem Codewort Flower eine Wasser-Wasser-Rakete mit Atomsprengkopf und einer Reichweite von etwa 200 km. Dieses „Projekt Blume“ wurde vom israelischen Verteidigungsminister und dem stellvertretenden iranischen Kriegsminister bei einem Treffen in Tel Aviv im Jahr 1977 beschlossen, aber nie umgesetzt.
Trotz der engen wirtschaftlichen Beziehungen zwischen Iran und Israel in dieser Zeit stimmte 1975 der Vertreter Irans bei den Vereinten Nationen für die Annahme der Resolution 3379 der UN-Generalversammlung, mit der Israel in eine Reihe mit Südafrika und Rhodesien gestellt wurde. Die Resolution bezeichnete in ihrem letzten Satz den Zionismus als eine Form des Rassismus und der Rassendiskriminierung.

## Beziehungen nach der Islamischen Revolution

### Ruhollah Chomeini (1979–1989)
Während der Islamischen Revolution wurde von Iran jeglicher politischer, wirtschaftlicher oder sonstiger Kontakt zu Israel abgebrochen. Sämtliche Vereinbarungen und Verträge, die in der Vergangenheit zwischen Israel und Iran geschlossen worden waren, wurden auf Anordnung des Revolutionsführers Ajatollah Ruhollah Chomeini annulliert. Die Ermordung des Präsidenten der Jüdischen Gesellschaft Teherans, des Selfmade-Millionärs und Besitzer der Plasco-Fabriken, Habib Elghanian, von einem Erschießungskommando am 9. Mai 1979, drei Monate nach der Rückkehr Chomeinis, gilt als Startsignal des Exodus der ursprünglich 65.000 jüdischen Iraner auf heute ca. 8700.
Die Islamische Revolution in Iran führte zu einer fundamentalen Änderung der Beziehungen zwischen den beiden Staaten. Der Kampf gegen Israel bzw. die Zerstörung des jüdischen Staates wurde iranische Staatsdoktrin. Der Holocaust-Leugner Mahmud Ahmadineschad soll gesagt haben „Israel muss von der Landkarte getilgt werden“. Die Führung des nunmehr in eine islamische Theokratie umgewandelten Iran erkannte fortan das Existenzrecht Israels als jüdischer Staat nicht mehr an. Iran strebt stattdessen einen Staat Palästina auf dem Gebiet des heutigen Israel an und bezeichnet das gesamte von der UNO anerkannte Staatsgebiet Israels als „besetzte Territorien“ und die israelische Regierung als „zionistisches Regime“. Teil dieser staatlichen Propaganda ist der von Chomeini ausgerufene, alljährliche „Al-Quds-Tag“.
Während des Iran-Irak-Kriegs beschaffte Iran Waffen aus Israel für jährlich etwa 500 Millionen US-Dollar. Nach dem Jahr 1985 verkaufte Israel amerikanische Waffen an die Islamische Republik Iran, vor allem Raketen und Ersatzteile für die Jagdbomberflotte, die insgesamt einen Wert von etwa 2 Milliarden US-Dollar hatten. Dies führte im Jahr 1987 zu einem politischen Skandal, der als Iran-Contra-Affäre bekannt wurde. Israelische Waffenverkäufe sind auch nach dem Krieg vorgekommen, wenngleich deutlich sporadischer.

### Ali Chamenei (1989–2005)
Auch der Nachfolger Chomeinis, Ali Chamenei, dämonisiert Israel. Nach dem Zusammenbruch der Sowjetunion und des Ostblocks wurde die umstrittene Resolution 3379 am 16. Dezember 1991 von der UN-Generalversammlung mit 111 zu 25 Stimmen bei 13 Enthaltungen wieder zurückgenommen (Resolution 46/86). Weder ein arabischer Staat noch die Islamische Republik Iran stimmten für die Rücknahme.
Etwa 250.000 Israelis sind iranischer Abstammung und pflegen persische Traditionen und Kultur in Israel. Der 
Oberste Führer Irans bezeichnete Israel als „ein Krebsgeschwür“ im Nahen Osten, „das entfernt werden muss und entfernt werden wird“. Zudem unterstützt Iran radikal-islamische Terrorgruppen wie Hisbollah, Hamas und Islamischer Dschihad in ihrem bewaffneten Kampf gegen Israel. Dies führe zu einem „Stellvertreterkrieg“ im Nahen Osten. Israel betrachtet die iranische Führung deshalb als größten Feind Israels. Insbesondere wegen des iranischen Atomprogramms haben die Spannungen zwischen beiden Staaten weiter zugenommen. Der ehemalige Präsident Ali Akbar Hāschemi Rafsandschāni forderte in einer Predigt in der Moschee der Universität Teheran am 14. Dezember 2001 die nukleare Vernichtung Israels. Er sagte unter anderem „eine einzige Atombombe könne in Israel alles zerstören und das Problem Israel lösen“. Iran bestreitet die Entwicklung nuklearer Atomwaffen, während die USA und viele andere Staaten dies befürchten. Israel fühlt sich durch eine mögliche atomare Bewaffnung Irans in seiner Existenz bedroht.
Mit dem Beginn des iranischen Atomprogramms begann der israelische Auslandsgeheimdienst Mossad mit der Ermordung iranischer Atomwissenschaftler und der Sabotage von iranischen Atomanlagen.

### Mahmud Ahmadineschad (2005–2013)
In Iran wurde hingegen verstärkt antiisraelische Propaganda verbreitet. Insbesondere der ehemalige Präsident Irans, Mahmud Ahmadineschad, vertrat die diesbezügliche iranische Staatsdoktrin sehr offensiv. Er bezeichnete Israel als „zionistisches Besatzerregime“, leugnete mehrfach öffentlich den Holocaust und veranstaltete im Dezember 2006 eine Holocaust-Konferenz in Teheran, bei der Antizionisten, Rechtsextremisten und Islamisten aus 30 Staaten den Holocaust in Frage stellten oder leugneten und das Existenzrecht Israels bestritten.
Ahmadinedschad machte 2009 seinen durch israelfreundlichere Äußerungen bekannten Freund, Esfandiar Rahim Maschaie, zu seinem Stellvertreter. Maschaie hatte unter anderem erklärt, „dass unsere Beziehungen zum israelischen Volk nicht feindselig sind“ und „nicht das ganze israelische Volk [militärische] Stiefel auf der Straße“ trage. Nach den umstrittenen iranischen Präsidentschaftswahlen im Jahr 2009 musste der designierte Vizepräsident aufgrund derartiger Äußerungen auf Druck des konservativen Lagers allerdings wieder zurücktreten.
Die Juden in Iran sind zwar eine offiziell anerkannte religiöse Minderheit, werden allerdings häufig seitens des Staates und der mehrheitlich schiitischen Bevölkerung diskriminiert. Daher ist auch die Zahl der jüdischen Iraner aufgrund von Auswanderungswellen stark geschrumpft.
Aufgrund der anhaltenden Möglichkeit einer iranischen Atombombe, welche nach Geheimdienstangaben in naher Zukunft Realität werden könnte, sah die israelische Regierung unter Ministerpräsident Benjamin Netanjahu und Verteidigungsminister Ehud Barak auch eine militärische Lösung als immer wahrscheinlicher an und testete Anfang November 2011 eine Langstreckenrakete. Die iranischen Atomanlagen befinden sich in einer Entfernung zwischen 1500 km bis 3000 km von Israel. Das israelische Militär wäre somit auf amerikanische Hilfe beim Betanken der israelischen Flugzeuge in der Luft angewiesen. Darüber hinaus wäre Israel und sein amerikanischer Bündnispartner von Racheaktionen der nichtstaatlichen Verbündeten Irans, wozu die Hisbollah oder diverse palästinensische Bewegungen gehören, bedroht. Bereits 2008 soll Israel bei den USA um die Lieferung von modernsten bunkerbrechende Bomben angefragt haben, um die iranischen Atomanlagen anzugreifen. Darüber hinaus soll Israel um Überflugrechte über die von den USA kontrollierten Gebiete des Irak gebeten haben. Beide Ansinnen wurden von US-Präsident George W. Bush abgelehnt. Der amerikanische Generalstab schätzt, dass israelische Luftschläge gegen das iranische Atomprogramm dieses nur um zwei Jahre verzögern könnten, es aber nicht zerstören würden. Somit wäre die Wirkung eines solchen israelischen Schlages nur eine kurzfristige. Solcherart Luftschläge könnten aber die iranische Führung bestärken. Darüber hinaus würde sie höchstwahrscheinlich zu einem starken Anstieg des Ölpreises führen, weil Iran für diesen Fall bereits mit der Blockade der Straße von Hormus gedroht hat.
Im April 2013 beschlossen die USA die Lieferung von Defensivwaffen für Israel im Wert von ca. 3 Milliarden US-Dollar. Die Waffenlieferungen sollen gegen Iran gerichtet sein, welcher laut Mosche Jaalon eine Gefahr für die Sicherheit und Stabilität des Nahen Osten ist. Es sollen Anti-Radar-Raketen, Radarsysteme, Tankflugzeuge des Typs KC-135 Stratotanker sowie Truppentransporter des Typs Bell-Boeing V-22 Osprey geliefert werden. Damit soll Israels Armee über die modernsten Waffen in der Region verfügen.

### Hassan Rohani (2013–2021)
Der Kleriker Hassan Rohani, der die Präsidentschaftswahl am 14. Juni 2013 in der ersten Runde mit 51 Prozent gewann, gilt für iranische Verhältnisse als moderat. Im Atomstreit tritt er für einen Kompromiss ein, um eine Aufhebung der Sanktionen zu erreichen, die zu einer verheerenden Wirtschaftskrise führten. In seiner Ablehnung Israels unterscheidet er sich, wie andere Moderate, jedoch kaum von den Konservativen. So verneinte Rohani 2014 bei einem Podiumsgespräch auf dem 44. Jahrestreffen des Weltwirtschaftsforums Nachfragen des WEF-Gründers Klaus Schwab, ob er auch freundschaftliche Beziehungen zu Israel anstrebe, das von der Islamischen Republik Iran bisher nicht anerkannt wurde.

„Mit einigen Ländern haben wir Feindseligkeiten, Differenzen auszutragen. Wir wollen gesunde Beziehungen zu allen Ländern […] die wir offiziell anerkannt haben.“

2015 sagte der Ajatollah Ali Chamenei die Zerstörung Israels innerhalb der nächsten 25 Jahre voraus. Daraufhin wurden in Teheran und andernorts große Digitaluhren aufgestellt, die öffentlich den Countdown bis zum Jahr 2040 zählen.
Mit mehreren Raketentests Anfang März 2016 unterstrich Iran seine feindliche Haltung gegenüber Israel. Getestete Geschosse waren laut der staatlichen Nachrichtenagentur Fars mit dem Satz „Israel muss ausradiert werden“ beschriftet. Zudem erklärte ein hochrangiger Kommandeur der sogenannten Revolutionswächter in diesem Zusammenhang, dass das iranische Raketenprogramm gegen Israel gerichtet sei: „Wir haben unsere Raketen mit einer Reichweite von 2000 Kilometern gebaut, um unseren Feind, das zionistische Regime, aus einer sicheren Entfernung treffen zu können“.
Am 30. April 2018 warnte der israelische Ministerpräsident Benjamin Netanjahu vor einem geheimen Atomprogramm Irans. In einer auf Englisch abgehaltenen Pressekonferenz präsentierte er angebliche Beweise für Atomwaffen Irans und forderte die Kündigung bzw. Neuverhandlung des Atomabkommens mit Iran und die Wiedereinführung der Wirtschaftssanktionen. Nachdem Präsident Donald Trump am 8. Mai 2018 angekündigt hatte, dass sich die Vereinigten Staaten aus dem Atomabkommen zurückziehen und die Sanktionen gegen das Land wieder in Kraft setzen werden, machte das israelische Militär die Quds-Eliteeinheit der Revolutionsgarden und deren Kommandeur General Qasem Soleimani verantwortlich, in der Nacht zum 10. Mai 2018 20 Raketen von der Umgebung um Damaskus aus auf vorgeschobene israelische Stellungen auf den Golanhöhen abgefeuert zu haben. Vier der Raketen vom Typ Grad und Fadschr-5 soll demnach das Abwehrsystem Iron Dome abgefangen haben, die anderen 16 seien noch auf syrischem Gebiet gelandet. Israel meldete keine Verluste. Zur Vergeltung flogen die Israelischen Luftstreitkräfte ihren größten Luftangriff seit vielen Jahren. Im Verbund mit Artillerieeinheiten griff Israel mehr als fünfzig Iran zugeordnete Ziele in ganz Syrien an, darunter Kasernen, Munitionslager, logistische Einrichtungen, Spähposten der iranischen Militäraufklärung, verschiedene Positionen und Führungseinrichtungen der Revolutionsgarden, Radaranlagen und Luftabwehrstellungen, Raketenabschussrampen sowie vorgezogene Armeeposten in den Golanhöhen. Die Syrische Beobachtungsstelle für Menschenrechte (SOHR) erklärte anschließend, durch die Bombardements seien mindestens 23 Kämpfer, darunter auch syrische Soldaten, getötet worden. Die Beobachtungsstelle habe zuvor Raketenangriffe auf die Golanhöhen beobachtet. Sie könne jedoch nicht sagen, von wem die Angriffe ausgingen. Auf die Frage, woher Israel wisse, dass die Quds-Brigaden hinter dem Angriff stehen, antwortete Militärsprecher Conricus: „Wir wissen es einfach.“
Am 24. November 2018 bezeichnete der iranische Präsident Hassan Rohani auf einer Konferenz für Islamische Einheit den Staat Israel als Krebsgeschwür, das der Westen errichtet habe.
Am 13. Januar 2019 bestätigte der israelische Ministerpräsident Netanjahu, dass die vor allem am Vortag erfolgten Luftangriffe auf militärische Ziele auf dem internationalen Flughafen Damaskus, bei denen es sich um iranische Waffenlager handeln soll, durch die israelische Armee erfolgt waren. Man wolle damit gegen eine militärische Etablierung Irans in Syrien vorgehen.
Im Jahr 2020 wurde mit Mohsen Fachrisadeh der sechste iranische Atomwissenschaftler und Leiter des Atomprogramms durch den Mossad getötet.
Am 4. April 2021 wurde bekannt, dass eine willentlich herbeigeführte Explosion das Stromversorgungssystem der iranischen Atomanlage Natanz zerstörte. Die israelische Tageszeitung Haaretz führte den Stromausfall auf eine Cyberattacke des israelischen Auslandsgeheimdienstes Mossad zurück. Wenige Tage später wurde das israelische Frachtschiff Hyperion Ray vor der Küste der Vereinigten Arabischen Emirate mit einer Rakete oder Drohne von Iran aus beschossen. Verletzt wurde dabei niemand.
Im Juli 2021 wurde das Frachtschiff Mercer Street, welches von einem israelischen Vertragsreeder betreut wird, im Arabischen Meer laut der USA, dem Vereinigten Königreich, Israel und Rumänien von iranischen Suizid-Drohnen getroffen. Dabei kamen ein Brite und ein Rumäne ums Leben.

### Ebrahim Raisi (2021–2024)
Seit dem 3. August 2021 bis zu seinem Tod am 19. Mai 2024 war Ebrahim Raisi der Präsident Irans. Im Februar 2022 führte Israel nach Angaben israelischer und arabischer Medien einen Drohnenangriff auf einen iranischen Luftwaffenstützpunkt durch und zerstörte dabei eine nicht näher bezifferte „große Zahl“ von iranischen Militärdrohnen.
Im Mai 2022 wurde ein hochrangiger Offizier der Quds-Einheit in Iran erschossen. Diese Tötung wurde auch in westlichen Medien dem israelischen Auslandsgeheimdienst (Mossad) zugeschrieben. Im Januar 2022 berichtete die New York Times unter Berufung auf US-Beamte, dass der israelische Auslandsgeheimdienst Mossad für einen im selben Monat erfolgten Drohnenangriff auf mindestens eine Produktionsstätte des iranischen Militärs verantwortlich sei.
Nach dem israelischen Luftangriff auf das iranische Konsulat in Damaskus im April 2024 reagierte Iran mit einem Drohnenangriff auf Israel. Es folgten noch im selben Jahr wechselseitige Luftangriffe zwischen den beiden Staaten.

### Massud Peseschkian (ab 2024)
Im Jahr 2024 wurde Massud Peseschkian Präsident Irans. Peseschkian hatte unter anderem das „Verschwinden des zionistischen Regimes [Israel] von der Landkarte“ gefordert.

Im Juni 2025 flogen die israelischen Streitkräfte auf Befehl des israelischen Regierungschefs Benjamin Netanjahu Luftangriffe auf Einrichtungen des iranischen Atomprogramms, töteten damit im Zusammenhang stehende Wissenschaftler sowie hochrangige iranische Militärs. In den darauffolgenden Tagen feuerte Iran mehrere Hundert Raketen auf Israel ab, von denen ein Großteil abgefangen werden konnte. Bei diesen Angriffen wurden Menschen auf israelischer Seite getötet und verletzt.